# Arkansas Razorbacks

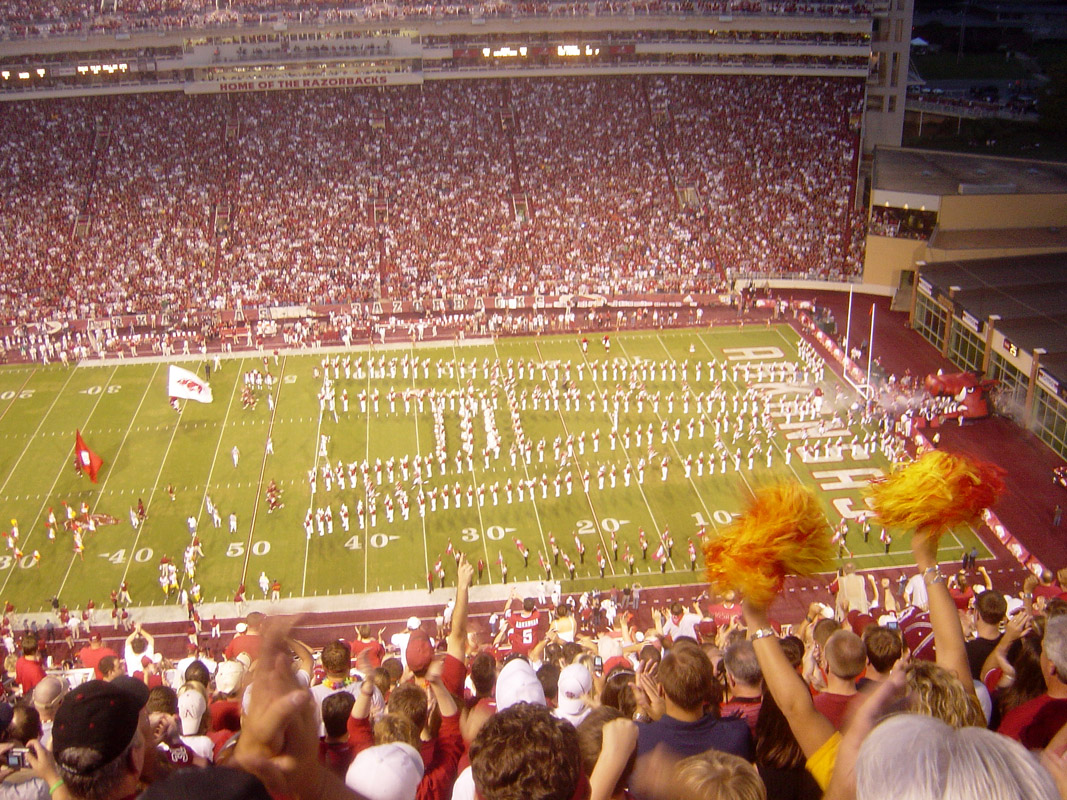
Razorback Stadium.

Arkansas Razorbacks (español: Cerdos Cimarrones de Arkansas) es el equipo deportivo de la Universidad de Arkansas. Los equipos de los Razorbacks participan en las competiciones universitarias organizadas por la NCAA, y forma parte de la Southeastern Conference. Los conjuntos femeninos de Arkansas suelen ser conocidos por Lady'Backs.
En 1964, los Razorbacks fueron campeones del título nacional de fútbol americano, mientras que en 1994 lo hicieron en baloncesto liderados por Corliss Williamson. Al año siguiente, llegaron a la Final Four pero perdieron en la final.

## Programa deportivo
Los Razorbacks y las Lady'Backs participan en las siguientes modalidades deportivas:
| - Masculino - Béisbol - Baloncesto - Cross - Atletismo - Fútbol americano - Tenis - Golf | - Femenino - Voleibol - Baloncesto - Softball - Cross - Atletismo - Gimnasia - Fútbol - Tenis - Golf - Natación |

### Baloncesto
El mayor éxito del equipo de baloncesto fue la consecución del título de la NCAA en el año 1994, tras derrotar a Duke. En total ha llegado en 28 ocasiones a la fase final del torneo, de las cuales en 6 llegó a la Final Four, la última de ellas en 1995. Además, ha ganado en 24 ocasiones la fase regular de su conferencia.
En total, 25 jugadores de Arkansas han llegado a jugar en la NBA, de entre los que destacan Sidney Moncrief, Joe Kleine,Alvin Robertson,  Corliss Williamson
o Joe Johnson.

## Palmarés
- Fútbol americano : 1964
- Baloncesto masculino : 1994
- Atletismo indoor (masculino) : 1984, 1985, 1986, 1987, 1988, 1989, 1990, 1991, 1992, 1993, 1994, 1995, 1997, 1998, 1999, 2000, 2003, 2005, 2006
- Atletismo (masculino) : 1985, 1992, 1993, 1994, 1995, 1996, 1997, 1998, 1999, 2003, 2004
- Campo a través (masculino) : 1984, 1986, 1987, 1990, 1991, 1992, 1993, 1995, 1998, 1999, 2000